# Lehrerempfehlung
Die Lehrerempfehlung ist die Empfehlung des Lehrers oder eines Lehrerkollegiums für die Art der weiterführenden Schule, die ein Kind nach der Primarstufe besuchen sollte. Elternwahlrecht bezeichnet ein Recht der Eltern, hiervon abweichen zu können, insbesondere die Wahl einer Schule auf höherem Leistungsniveau.
Zu unterscheiden ist die Empfehlung der abgebenden Schule und eine Empfehlung der aufnehmenden Schule, die teilweise ergänzend angefordert werden kann.

## Übertrittsregelungen in Deutschland
In einigen deutschen Bundesländern ist für den Besuch des Gymnasiums oder der Realschule die Lehrerempfehlung verpflichtend. In anderen gilt sie nur als Hilfestellung der Eltern bei der Schulwahl. Unterschiede gibt es darin, inwieweit Schüler mit mangelndem Lernerfolg auf die Dauer an der gewählten Schulart verbleiben können.

### Übertritt auf das Gymnasium
| Bundesland             | Regelungen für den Übertritt ins Gymnasium laut Kultusministeriumskonferenz (KMK), 19.02.2015 |
| ---------------------- | --- |
| Baden-Württemberg      | Grundschule erteilt verbindliche Gymnasialempfehlung; seit 2012 nicht mehr verbindlich, Eltern entscheiden eigenverantwortlich. Basis: Leistungen in Deutsch und Mathematik (Schnitt mindestens 2,5) sowie Lern- und Arbeitsverhalten, Aufnahmeprüfung möglich. |
| Bayern                 | Grundschule erteilt verbindliche Gymnasialempfehlung; erforderlicher Schnitt 2,33 (in Deutsch, Mathematik, Heimat- und Sachkunde); ansonsten Probeunterricht möglich; Elternwahlrecht auch gegen Empfehlung des Probeunterrichts, solange Noten von dort nicht schlechter als 4. |
| Berlin                 | Grundschule erteilt Gymnasialempfehlung, erforderlicher Schnitt mindestens 2,2 (ab 2026 Deutsch, Mathematik und erste Fremdsprache), ansonsten Probeunterricht (Durchfallquote 2025: 97,6 %), bis 2024 allein Elternwille entscheidend. |
| Brandenburg            | Grundschule erteilt Gymnasialempfehlung, erforderlicher Schnitt 2,33 (in Deutsch, Mathematik und erster Fremdsprache), Probeunterricht möglich |
| Bremen                 | Eltern entscheiden über den Besuch des Gymnasiums |
| Hamburg                | Elternwahlrecht |
| Hessen                 | Eltern entscheiden über den Besuch des Gymnasiums |
| Mecklenburg-Vorpommern | Eltern entscheiden über den Besuch des Gymnasiums |
| Niedersachsen          | Eltern entscheiden über den Besuch des Gymnasiums |
| Nordrhein-Westfalen    | Eltern entscheiden über den Besuch des Gymnasiums |
| Rheinland-Pfalz        | Eltern entscheiden über den Besuch des Gymnasiums |
| Saarland               | Eltern entscheiden über den Besuch des Gymnasiums (seit 2010 Lehrerempfehlung nicht mehr verpflichtend) |
| Sachsen                | Grundschule erteilt Gymnasialempfehlung; erforderlicher Notendurchschnitt 2,0 (in Deutsch, Mathematik und Sachunterricht, wobei keines dieser Fächer mit 4 oder schlechter benotet sein darf), Leistungserhebung bei abweichender Gymnasialanmeldung möglich. Wird vom Gymnasium selbst ebenfalls keine Gymnasialempfehlung ausgesprochen, können die Eltern schriftlich Erklären an ihrer Anmeldung festzuhalten. |
| Sachsen-Anhalt         | Eltern entscheiden über den Besuch des Gymnasiums |
| Schleswig-Holstein     | Empfehlung spricht Lehrer aus, Gemeinschaftsschule oder Gymnasium und Gemeinschaftsschule. Sollte trotz der Empfehlung einer Gemeinschaftsschule auf frei möglichen Wunsch der Eltern / des Kindes ein Gymnasium gewählt werden, muss dort vorab mit dem Kind ein Beratungsgespräch erfolgen. |
| Thüringen              | Grundschule erteilt verbindliche Gymnasialempfehlung; erforderliche Note „gut“ in Deutsch, Mathematik, Heimat- und Sachkunde; falls nicht erreicht, Aufnahmeprüfung möglich |

### Baden-Württemberg
Am Ende der Grundschulzeit wird seitens der Schule die Grundschulempfehlung ausgesprochen.
Für den Übertritt in die Realschule sollte das Kind in den Fächern Deutsch und Mathematik im vierten Schuljahr einen Schnitt von mindestens 3,0, für das Gymnasium von mindestens 2,5 haben. In die Bewertung einbezogen werden sollen auch das Lern- und Arbeitsverhalten des Schülers.
Seit 2012 liegt die Entscheidung über die künftige Schullaufbahn des Kindes in der Verantwortung der Eltern. Eine nicht verbindliche Grundschulempfehlung wird erstellt, ein Beratungsverfahren ist auf Wunsch der Eltern möglich.
Bis zum Schuljahr 2011/2012 galt: Entsprach die Grundschulempfehlung nicht dem Elternwunsch, kam es zu einem Beratungsverfahren, das auf Grundlage normierter Tests über Begabungspotentiale und Durchhaltevermögen in eine Gemeinsame Bildungsempfehlung mündete. Als dritte Stufe des Verfahrens war auch eine landeseinheitliche Aufnahmeprüfung möglich. An dieser nahmen z. B. 2004 ungefähr 2.500 Schüler teil. Davon bestanden 20 % die Aufnahmeprüfung für die Realschule, die Aufnahmeprüfung für das Gymnasium bestand jeder zwanzigste Teilnehmer. Vorbehaltlich der Annahme im Landtag wird die Grundschulempfehlung derzeit neu ausgerichtet.

### Bayern
Die Schüler der 4. Klassen der Grundschulen bekommen Anfang Mai ein Übertrittszeugnis, das eine zusammenfassende Beurteilung zur Übertrittseignung enthält. Entscheidend ist aber allein der Durchschnitt der Jahresfortgangsnoten in den drei Fächern Deutsch, Mathematik und Heimat- und Sachunterricht. Eignung für das Gymnasium wird bis zu einem Notendurchschnitt von 2,33 bescheinigt, für die Realschule bis 2,66 (die dritte Nachkommastelle wird abgerundet). Ausnahmen können für Schüler mit nichtdeutscher Muttersprache gemacht werden, wenn Schwächen in der deutschen Sprache noch behebbar erscheinen. Abweichende Regeln gibt es für den Übertritt von höheren Jahrgangsstufen.
Schüler, denen die abgebende Schule keine Eignung bescheinigt hat, können an einem 3-tägigen Probeunterricht an der aufnehmenden Schule teilnehmen, bei dem schriftliche und mündliche Leistungen in Deutsch und Mathematik bewertet werden, wobei die schriftlichen Aufgaben landeseinheitlich gestellt werden. Wer hierbei mindestens die Noten 3 und 4 oder umgekehrt erreicht, dem wird die Eignung für die entsprechende Schulart bescheinigt. Ein Elternwahlrecht besteht darüber hinaus für den Fall, dass der Schüler in beiden Fächern die Note 4 erzielt hat. Erfolgreicher Besuch des Probeunterrichts an einem Gymnasium berechtigt auch zum Übertritt an eine Realschule.
Die Erfolgsquote beim Probeunterricht am Gymnasium schwankt um die 50 %; der Anteil der Probeunterrichtsteilnehmer an den Übertritten ist jedoch mit 3 % gering. Bei der Realschule liegt die Erfolgsquote nur um die 30 %; der Anteil der Probeunterrichtsteilnehmer an den Übertritten ist aber mit 14 % trotzdem deutlich höher als beim Gymnasium. Die Erfolgsquote am Ende der 5. Klasse liegt in Realschulen bei 98 % für Schüler ohne Probeunterricht, bei 97 % für erfolgreiche Probeschüler und bei 96 % für Schüler, deren Eltern nach nicht bestandenem Probeunterricht das Elternwahlrecht genutzt haben. An Gymnasien bleiben mehr Probeschüler auf die Dauer ohne Erfolg, aber auch hier waren es im Schuljahr 2007/2008 nur noch weniger als 5 %.

### Nordrhein-Westfalen
Von 2006 bis 2010 war die Empfehlung bindend und wurde zusammen mit dem Halbjahreszeugnis der Klasse 4 erteilt. Obwohl im § 11 Abs. 4 Satz 3 SchulG die Eltern über den weiteren Bildungsweg ihres Kindes und damit über die Wahl der Schulform entscheiden, wurde hier die Entscheidung der Schule vor den Elternwillen gesetzt, weil die Wahl der Schulform nach einer pädagogischen Prognose durch den Klassenlehrer erfolgte. Waren die Eltern mit der Schulempfehlung nicht einverstanden, so konnte das Kind an einem dreitägigen Prognoseunterricht teilnehmen, der die gewünschte Schulform ausschließen kann. Der Prognoseunterricht wurde zusammen von einem Lehrer der Grundschule und der gewünschten weiterführenden Schule erteilt. Da die Empfehlung durch einen Verwaltungsakt erfolgte, war diese durch einen Widerspruch innerhalb von einem Monat anfechtbar. Wurde dem Widerspruch nicht stattgegeben, so konnte innerhalb von einem Monat Klage vor dem Verwaltungsgericht erhoben werden.
Zur Teilnahme an dem dreitägigen Prognoseunterricht waren Kinder aber nur dann verpflichtet, wenn die Grundschule die Schulempfehlung auf eine Schulform – Hauptschule, Realschule, Gymnasium – beschränkt hatte. Eine Ausnahme von dieser verpflichtenden Teilnahme räumte das Schulgesetz (SchulG) in § 11 Abs. 4 Satz 3 ein: „Ist ein Kind nach Auffassung der Grundschule für eine weitere Schulform mit Einschränkung geeignet, wird auch diese mit dem genannten Zusatz benannt.“ Das Verfahren war in § 8 der Verwaltungsvorschriften zur Verordnung über den Bildungsgang in der Grundschule (AO-GS) geregelt. Über die Anmeldung des Kindes an einer Schule, für die die Grundschule nur eine eingeschränkte Empfehlung ausgesprochen hatte, entschieden die Eltern nach einem Beratungsgespräch selbst.
Die Lehrerempfehlung ist in NRW seit Ende 2010 nur mehr unverbindlich.

### Reaktion der Eltern auf die Empfehlung
Bundesweit lässt sich feststellen, dass die Eltern der Lehrerempfehlung mehrheitlich folgen. Dies trifft auch auf die Bundesländer zu, in denen sie nicht bindend ist. Die Quote der Eltern, die der Lehrerempfehlung folgen, ist in den südlichen Bundesländern etwas höher als in den nördlichen. In Niedersachsen wählen etwa 15 Prozent der Eltern eine leistungsstärkere Schulform als in der Empfehlung vorgesehen.
Elternentscheidung für verschiedene Schulformen, in den Bundesländern, in denen die Lehrerempfehlung nicht bindend ist:
|                                    | Entscheidung der Eltern | Entscheidung der Eltern | Entscheidung der Eltern  | Entscheidung der Eltern |
| Hauptschule                        | Realschule              | Gymnasium               | integrierte Gesamtschule |                         |
| ---------------------------------- | ----------------------- | ----------------------- | ------------------------ | ----------------------- |
| Lehrerempfehlung für Hauptschule   | 74,7 %                  | 16,1 %                  | 1,4 %                    | 7,9 %                   |
| Lehrerempfehlung für Realschule    | 10,1 %                  | 66,0 %                  | 14,5 %                   | 9,3 %                   |
| Lehrerempfehlung für das Gymnasium | 0,2 %                   | 7,1 %                   | 90,7 %                   | 2,0 %                   |

## Kritik an der Lehrerempfehlung

### Verfassungsrechtliche Bedenken
Wenig bekannt ist ein Urteil des Bundesverfassungsgerichts von 1972, demzufolge das Bestimmungsrecht der Eltern auch die Befugnis umfasse, den Bildungsweg des eigenen Kindes frei zu wählen: „Dabei wird sogar die Möglichkeit in Kauf genommen, dass das Kind durch einen Entschluss der Eltern Nachteile erleidet, die im Rahmen einer nach objektiven Maßstäben betriebenen Begabtenauslese vielleicht vermieden werden könnten.“ Kritiker halten daher die bayerische Regelung des Übertritts in die Sekundarstufe I für verfassungswidrig.

### Inkrafttreten des Übereinkommens über die Rechte von Menschen mit Behinderungen
Art. 24 des Übereinkommens über die Rechte von Menschen mit Behinderungen der Vereinten Nationen, dem die Bundesrepublik Deutschland 2009 beigetreten ist, gebietet einen inklusiven Unterricht für Schüler mit einer Behinderung. Insbesondere eine Überweisung auf eine Förderschule ist gegen den Willen der Eltern demnach nicht mehr zulässig, auch nicht nach dem Ende der Grundschulzeit.
Für Aufsehen sorgte der Fall „Henri“, ein Junge mit Down-Syndrom, der nach dem Willen seiner Eltern ursprünglich ein Gymnasium besuchen sollte. Tatsächlich wechselte er 2015 auf eine Realschule, wo er zieldifferent unterrichtet wurde. Der Fall veranschaulicht exemplarisch die Problematik eines Verfahrens der „Begabtenauslese“, die es gemäß dem oben zitierten Urteil des Bundesverfassungsgerichts durchaus geben soll. Durch das Verfahren sollen zwar einerseits „nur für den Realschulbesuch geeignete Schüler“ vom Besuch eines Gymnasiums abgehalten werden, andererseits ist es jedoch nicht in der Lage, Schüler mit massiven kognitiven Beeinträchtigungen von der (hier: Real-)Schule zu exkludieren.

### Gefährdung des Kindeswohls und des häuslichen Friedens
Art. 3 Abs. 1 der UN-Kinderrechtskonvention bestimmt:
„Bei allen Maßnahmen, die Kinder betreffen, gleichviel ob sie von öffentlichen oder privaten Einrichtungen der sozialen Fürsorge, Gerichten, Verwaltungsbehörden oder Gesetzgebungsorganen getroffen werden, ist das Wohl des Kindes ein Gesichtspunkt, der vorrangig zu berücksichtigen ist.“
Die Verbindlichkeit der Lehrerempfehlung in manchen Bundesländern ist auch deshalb umstritten, da sie, so einige Kritiker, Schüler und Eltern zu sehr unter Druck setze und damit sowohl dem Kindeswohl schade als auch den häuslichen Frieden störe.

### Wissenschaftliche Untersuchungen
Wenn dort, wo es noch ein dreigliedriges Schulsystem gibt, nur die Schulabgänge auf die Realschule oder Hauptschule betrachtet werden, scheint die Zuverlässigkeit der Lehrerempfehlung weniger Prognostizität zu besitzen als der Elternwille. Untersucht man jedoch Under- und Overachievement, dann bleibt der Elternwille problematischer als die weniger stark nach sozialer Herkunft selektierende Lehrerempfehlung. Zudem zeigen sich Tendenzen dafür, dass den Bildungsorientierungen von Eltern – auch an Übergängen im Bildungssystem – eine gewisse Kontinuität zugeschrieben werden kann. Somit können auch elterliche (formale) Bildungsorientierungen Schüler unter Druck setzen und dazu führen, dass der Übergang auf eine weiterführende Schule nur zögerlich bewältigt werden kann.

#### IGLU-Studie
Darüber hinaus wurde die Lehrerempfehlung auch unter Bezug auf die IGLU-Studie 2001 kritisiert. Die Lehrerempfehlung stimme nur teilweise mit den bei IGLU gemessenen Kompetenzen (Kompetenzen im Bereich Rechtschreibung) überein:
|                                    | Kompetenzstufe 1 (sehr schlechte Rechtschreibung) | Kompetenzstufe 2 | Kompetenzstufe 3 | Kompetenzstufe 4 (sehr gute Rechtschreibung) |
| ---------------------------------- | ------------------------------------------------- | ---------------- | ---------------- | -------------------------------------------- |
| Lehrerempfehlung für Hauptschule   | 75,4 %                                            | 56,8 %           | 25,6 %           | 5,8 %                                        |
| Lehrerempfehlung für Realschule    | 22,1 %                                            | 36,0 %           | 41,8 %           | 18,2 %                                       |
| Lehrerempfehlung für das Gymnasium | 2,5 %                                             | 7,1 %            | 32,7 %           | 76,0 %                                       |

Es wird kritisiert, dass besonders Kinder von Arbeitern benachteiligt seien, weil sie seltener die Lehrerempfehlung für das Gymnasium oder die Realschule bekämen.
Die IGLU-Studie 2007 beanstandet, dass die Benachteiligung von Arbeiterkindern sich noch vergrößert habe:
Laut IGLU-Studie von 2016 nehme die Ungerechtigkeit der Empfehlungen der Lehrkräfte kontinuierlich zu. Kinder aus den sogenannten „unteren“ Herkunftsklassen („Working Class“) erhalten laut IGLU-Studie bei gleicher Lese- und gleicher kognitiver Kompetenz immer seltener von Lehrkräften eine Gymnasialempfehlung. 2016 war bei gleichen Kompetenzen die Wahrscheinlichkeit für Kinder aus den „oberen“ Dienstleistungsklassen gegenüber Kindern aus der „Working Class“ 3,37mal so groß, eine Gymnasialempfehlung zu erhalten. Das heißt, bei gleichen Kompetenzen werden Kinder laut IGLU-Studie mit „niedrigerer“ Herkunft zunehmend benachteiligt.
| | Modell 1 | Modell 2 | Modell 3 |
| --- | -------- | -------- | -------- |
| 2001 | 4,18     | 3.49     | 2.63     |
| 2006 | 4.06     | 3.40     | 2.72     |
| 2011 | 4.48     | 4.07     | 3.14     |
| 2016 | 5.13     | 4.76     | 3.37     |
| Erklärung der Modelle: Modell I: Ohne Kontrolle von Kovariaten. Modell II: Kontrolle der kognitiven Fähigkeiten. Modell III: Kontrolle der kognitiven Fähigkeiten und der Lesekompetenz (internationale Skalierung). |          |          |          |

Dennoch sei laut IGLU-Studie die Präferenz der Eltern noch ungerechter als die der Lehrkräfte.
| Gymnasialempfehlungen: Mindestpunktzahl für den Übergang zum Gymnasium nach Ansicht (Werte von 2001 in Klammern) | Gymnasialempfehlungen: Mindestpunktzahl für den Übergang zum Gymnasium nach Ansicht (Werte von 2001 in Klammern) | Gymnasialempfehlungen: Mindestpunktzahl für den Übergang zum Gymnasium nach Ansicht (Werte von 2001 in Klammern) |
| | der Lehrer der Kinder                                                                                            | der Eltern der Kinder                                                                                            |
| --- | --- | --- |
| Kinder aus der oberen Dienstklasse                                                                               | 537 (551) | 498 (530) |
| Kinder aus der unteren Dienstklasse                                                                              | 569 (565) | 498 (558) |
| Kinder von Eltern aus dem Bereich Routinedienstleistungen                                                        | 582 (590) | 578 (588) |
| Kinder von Selbständigen                                                                                         | 580 (591) | 556 (575) |
| Kinder von Facharbeitern und leitenden Angestellten                                                              | 592 (603) | 583 (594) |
| Kinder von un- und angelernten Arbeitern und Landarbeitern                                                       | 614 (601) | 606 (595) |

Das Ergebnis der IGLU-Studie 2007 bezüglich der Gymnasialempfehlung verweist auf soziale Ungerechtigkeiten:
- Lehrer empfehlen Kinder von Eltern aus der oberen Dienstklasse bereits mit 537 Punkten zum Gymnasium, Kinder un- und angelernter Arbeiter müssen hierfür aber 614 Punkte erreichen.
- Eltern aus der Oberschicht sehen ihre Kinder bereits gymnasialtauglich, wenn sie nur 498 Punkte erreichen; Arbeiter sehen ihre Kinder erst ab 606 Punkten als gymnasialtauglich.
- Akademiker setzen sich gegenüber Lehrern besser durch als Arbeiter, wenn sie ihre Kinder aufs Gymnasium schicken wollen.

Die Lehrerempfehlungen seien also sozial selektiv, sehr viel selektiver sei aber der Elternwille.

#### Studie der Universität Mainz
Nach einer Studie der Universität Mainz werden Kinder aus Unterschichtshaushalten durch Lehrerempfehlungen diskriminiert. Betrachtete man nur die Kinder mit Durchschnittsnote 2,0, dann bekommen die Kinder aus der niedrigsten Bildungs- und Einkommensgruppe nur mit einer Wahrscheinlichkeit von 76 Prozent eine Gymnasialempfehlung. Bei den Kindern aus der Oberschicht bekommen hingegen 97 Prozent die Empfehlung für das Gymnasium. Bei schlechteren Notendurchschnitten würden die Unterschiede noch sehr viel deutlicher werden: „So divergieren die Wahrscheinlichkeiten einer Gymnasialempfehlung bei Durchschnittsnote 2,5 zwischen 19,5 Prozent und 70 Prozent, je nachdem, ob das Kind der niedrigsten oder der höchsten Sozialschicht zugehört.“

#### ELEMENT-Studie
Nach der ELEMENT-Studie, die die Übergangsempfehlungen nach der sechsten Klasse von Lehrern in Berlin untersuchte, sind diese Empfehlungen an erster Stelle durch den Leistungsstand der Kinder und nur an zweiter Stelle durch die Schicht der Eltern bedingt:
„Das Maß, in dem an diesen Empfehlungen Bevorzugungen von Teilpopulationen beteiligt sind, die leistungsmäßig nicht zu begründen und vielleicht auch durch Vorurteile zu Gunsten von Kindern aus Familien mit hohem Sozialprestige bedingt sind, ist deutlich geringer als die Statuskomponente in der Elternentscheidung zum vorzeitigen Übergang.“
Es lässt sich eine Benachteiligung von Jungen nachweisen. Anders als in anderen Studien konnte keine Benachteiligung von Unterschichtskindern nachgewiesen werden, sondern Benachteiligung von Kindern aus Elternhäusern mit „durchschnittlichen“ Bildungsabschlüssen gegenüber Kindern mit Eltern mit niedrigem beziehungsweise privilegiertem Bildungshintergrund.

#### Big-fish-little-pond-Effekt
Nach einer Studie werden Kinder mit Migrationshintergrund bei der Lehrerempfehlung nicht diskriminiert, es gibt jedoch einen Big-fish-little-pond-Effekt: „Mit einem höheren Anteil an Schülerinnen und Schülern in der Klasse, deren Schultestleistungen und kognitive Grundfähigkeiten hoch sind und deren Eltern eine höhere Bildungsorientierung aufweisen, sinkt die relative Chance, statt an eine Hauptschule an eine Realschule oder ein Gymnasium zu wechseln.“